# Thaler (Familienname)
Thaler ist ein deutscher Familienname.

## Namensträger
- Andreas Thaler (1883–1939), österreichischer Politiker
- Andreas Thaler (1895–?), österreichischer Eisenbahn-Gewerkschafter
- Anna Antonie von Thaler (1814–1875), österreichische Schriftstellerin
- Barbara Thaler (* 1982), österreichische Politikerin (ÖVP)
- Christine von Thaler (1852–1936), deutsch-österreichische Journalistin und Schriftstellerin
- Dora Thaler (1914–1970), österreichische Schriftstellerin
- Ellen Thaler (1933–2024), österreichische Zoologin und Verhaltensforscherin
- Engelbert Thaler (* 1956), deutscher Fremdsprachendidaktiker
- Erwin Thaler (1930–2001), österreichischer Bobsportler
- Franz Thaler (Bildhauer) (1759–1817), österreichischer Bildhauer und Medailleur
- Franz Thaler (1925–2015), italienischer KZ-Überlebender und Autor
- Georg Thaler (1894–1972), Südtiroler Politiker
- Gotfredo Thaler (1940–2012), brasilianischer Schnitzer
- Gustav Thaler (1909–1963), österreichischer Fußballspieler und -trainer
- Hans Thaler (Architekt), deutscher Architekt
- Hans Thaler (Mediziner) (1878–1926), österreichischer Mediziner und Hochschullehrer
- Hansi Thaler (1937–1942), österreichisches Opfer des Holocaust, siehe Liste der Stolpersteine im Pongau
- Helga Thaler Ausserhofer (* 1952), Südtiroler Politikerin
- Helmut Thaler (* 1940), österreichischer Rennrodler
- Herbert Thaler (* 1940), österreichischer Rennrodler
- Heribert Thaler (1918–2010), österreichischer Mediziner und Hepatologe
- Hermann Thaler (* 1950), italienischer Politiker
- Ingrid Thaler, Geburtsname von Ingrid Morsch (* 1949), deutsche Badmintonspielerin
- Irmtraud Thaler (* 1924), österreichische Botanikerin und Hochschullehrerin
- Johann Thaler (1847–1920), deutscher Jurist und Politiker, MdR
- Johannes Thaler (* 1939), Pseudonym von Hans Gärtner (Pädagoge)
- Josef Thaler, österreichischer Rennrodler
- Joseph Thaler (1798–1876), Benediktiner und Dichter
- Julia Thaler (* 1983), deutsche Ökonomin
- Karin Thaler (* 1965), deutsche Schauspielerin
- Karl Thaler (1831–1893), Mitglied des Provinziallandtages der Provinz Hessen-Nassau
- Karl von Thaler (1836–1916), österreichischer Redakteur, Lyriker und Dramatiker
- Karl Thaler (Fußballspieler) (1948–1993), österreichischer Fußballspieler
- Klaus-Peter Thaler (* 1949), deutscher Radrennfahrer
- Konrad Thaler (1940–2005), österreichischer Zoologe
- Marco Thaler (* 1994), Schweizer Fußballspieler
- Martin Thaler (Skeletonpilot), österreichischer Skeletonpilot
- Martin Thaler (Schauspieler) (* 1974), deutscher Schauspieler
- Martin Thaler (Inlineskater), österreichischer Inline-Speedskater
- Monika Thaler (* 1941), deutsche Verlegerin
- Patrick Thaler (* 1978), italienischer Skirennläufer
- Peter Thaler (1891–1978), österreichischer Maler, Volksschauspieler und Heimatforscher
- Rafael Thaler (1870–1947), österreichischer Maler und Restaurator
- Richard Thaler (* 1945), US-amerikanischer Wirtschaftswissenschaftler
- Rosa Zelger Thaler (* 1957), italienische Politikerin
- Rudolf Thaler (* vor 1960), österreichischer Wirtschaftswissenschaftler und Konsul
- Rupert Thaler (1892–1966), deutscher Politiker (CSU)
- Sebastian Thaler (* 1986), österreichischer Kameramann
- Sepp Thaler (1901–1982), südtirolisch-italienischer Komponist
- Susanne Thaler (1943–2013), österreichische Bühnenbildnerin
- Thorsten Thaler (* 1963), deutscher Journalist und Politiker (REP, DLVH)
- Walter Thaler (* 1941), österreichischer Politiker (SPÖ)
- Wilfried Thaler (1934–2020), österreichischer Radrennfahrer
- William John Thaler (1925–2005), US-amerikanischer Physiker
- Willy Thaler (Maler) (1899–1981), Schweizer Maler
- Willy Thaler (Übersetzer), literarischer Übersetzer
- Wolfgang Thaler (Kameramann) (* 1958), österreichischer Kameramann, Regisseur und Hochschullehrer
- Wolfgang Thaler (Fotograf) (* 1969), österreichischer Architekturfotograf
- Wolfgang Thaler (Fußballspieler) (* 1974), österreichischer Fußballspieler
- Zoran Thaler (* 1962), slowenischer Politiker

## Fiktive Figuren
- Timm Thaler, Romanfigur von James Krüss